# Dreamers' Circus
 (mai 2024).
Dreamers' Circus est un groupe nordique. Il est composé de Rune Tonsgaard Sørensen (Danemark/ Îles Féroé), Ale Carr (Suède) et Nikolaj Busk (Danemark).

## Histoire
Le groupe Dreamers' Circus est formé en 2009 à la suite d'une jam session lors d'un festival de folk à Copenhague. Leur première représentation a eu lieu lors d'un concert avec l'orchestre philharmonique de Copenhague, où le trio interprète une version folk de la cadence du 5e concerto pour violon de Mozart.
En 2010, Dreamers' Circus sort un EP de cinq titres sur le label danois GO' Folk. L'EP est produit par le guitariste suédois Roger Tallroth, du groupe folk Väsen. La chanteuse folk suédoise Sofia Karlsson figure également sur l'EP. En 2013, Dreamers' Circus sort son premier album studio, A Little Symphony sur le label GO' Folk. L'album est produit par August Wanngren et présentait à la fois un quatuor à cordes classique et un ensemble de cuivres. A Little Symphony reçoit le prix de l'« album de l'année » aux Danish Music Awards Folk 2013, et Dreamers' Circus est nommé « talent de l'année » lors du même événement. Ale Carr est également nommé « artiste de l'année » pour son travail dans Dreamers' Circus et dans un autre groupe danois, Basco.
Rune Tonsgaard Sørensen est honoré lors des Prix du couple du prince héritier danois avec le Rising Star Award en 2013. A cette occasion, Dreamers' Circus se produit à l'opéra de Sydney.
En 2015, le groupe sort un autre album, Second Movement. L'album est récompensé en tant qu'album de l'année aux Danish Music Awards Folk 2015, et Ale Carr reçoit également le prix du compositeur de l'année pour ses compositions sur cet enregistrement. C'est également en 2015 que Dreamers' Circus est invité à interpréter la musique de CARL, un concert théâtral de deux heures sur la vie du compositeur danois Carl Nielsen. Toute la musique est arrangée pour Dreamers' Circus et un quatuor à cordes par Nikolaj Busk. CARL reçoit le Den Fynske Kulturpris 2016.
En octobre 2017, Dreamers' Circus sort son troisième album studio Rooftop Sessions au Danemark sur le label GO' Danish Folk. Il a obtenu une licence pour le reste du monde via le label Vertical Records en juin 2018. À la suite du concert théâtral acclamé par la critique CARL, Dreamers' Circus est invité à composer, arranger et retravailler la musique de Pelle Erobreren (Pelle le Conquérant) au Østre Gasværk Teater de Copenhague. Le spectacle est créé à l'automne 2018.

## Collaborations

### Orchestres
La première collaboration avec Copenhagen Phil en 2009 donne lieu à un concert complet avec l'orchestre en 2011 intitulé 60 Minutes of Dreams. Pour ce concert, la musique du Dreamers' Circus est arrangée et orchestrée par le chef d'orchestre et arrangeur suédois Hans Ek. En 2017, le groupe est de nouveau invité pour faire un autre concert avec l'orchestre. Le programme comprenait une nouvelle pièce en trois mouvements intitulée A Sense of Place composée et orchestrée par Dreamers' Circus et le pianiste et violoniste suédois Karl-Johan Ankarblom. Chaque mouvement de la pièce représentait les cultures et traditions locales du Danemark, des îles Féroé et de la Suède. Le concert était dirigé par le chef d'orchestre anglais Duncan Ward.
Dreamers' Circus collabore également avec l'orchestre polonais Sinfonia Juventus, le danois Lyngby-Taarbæk Symfoniorkester, l'Esbjerg Ensemble, les Danish Chamber Players, Aalborg Symfoniorkester et l'Aarhus Symfoniorkester.

### Quatuor à cordes danois
Rune Tonsgaard Sørensen est membre du Quatuor à cordes danois (Quatuor danois) et du Dreamers' Circus et les six musiciens tournent ensemble dans plusieurs festivals au Danemark, en Allemagne et en Autriche. Le Quatuor à cordes danois est également présent sur A Little Symphony et Second Movement.

### Autres collaborations
Dreamers' Circus s'est produit avec de nombreux autres artistes de genres différents, dont Oh Land, The Chieftains, Sharon Shannon, Sara Watkins, Aoife O'Donovan et Sarah Jarosz, Väsen, Teitur, Shaka Loveless, Kristian Leth, DR Girls Choir, entre autres.
- 2010 : Dreamers' Circus (EP) (GO' Folk) (19 octobre 2010)
- 2013 : A little Symphony (GO' Folk) (3 juin 2013)
- 2015 : Second Movement (GO' Folk) (2 avril 2015)
- 2017 : Rooftop Sessions (GO' Folk) (23 octobre 2017) / Vertical Records (1er juin 2018)
- 2020 : Blue White Gold (GO' Folk / Vertical Records) (29 mai 2020)
- 2022 : The Lost Swans (EP) (GO' Folk / Vertical Records) (8 avril 2022)
- 2022 : Langt ud' i Skoven (DR Korskolen / Dacapo Records) (27 mai 2022)
- 2022 : Blue White Gold and the Lost Swans (double vinyle) (GO' Folk) (11 novembre 2022)

## Distinctions
- Danish Music Awards Folk 2013 - album de l'année pour A Little Symphony[7]
- Danish Music Awards Folk 2013 - talent de l'année[7]
- Danish Music Awards Folk 2015 - album de l'année pour « le deuxième mouvement »[8],[9]
- Danish Music Awards Folk 2015 - Ale Carr, compositeur de l'année pour « le deuxième mouvement »[8],[9]
- Danish Music Awards Roots 2020 - Ale Carr, compositeur de l'année pour Blue White Gold[10]
- Danish Music Awards Roots 2020 - morceau de l'année pour Blue White Gold[10]
- Danish Music Awards Roots 2020 - album de l'année pour Blue White Gold[11]
- Carl Prisen 2021 - compositeur de l'année Roots for Blue White Gold[12]
- Årets P2 Kunstner 2023[13]
- Danish Music Awards Roots 2023 - prix d'honneur[14]